# 拉夏贝尔服饰

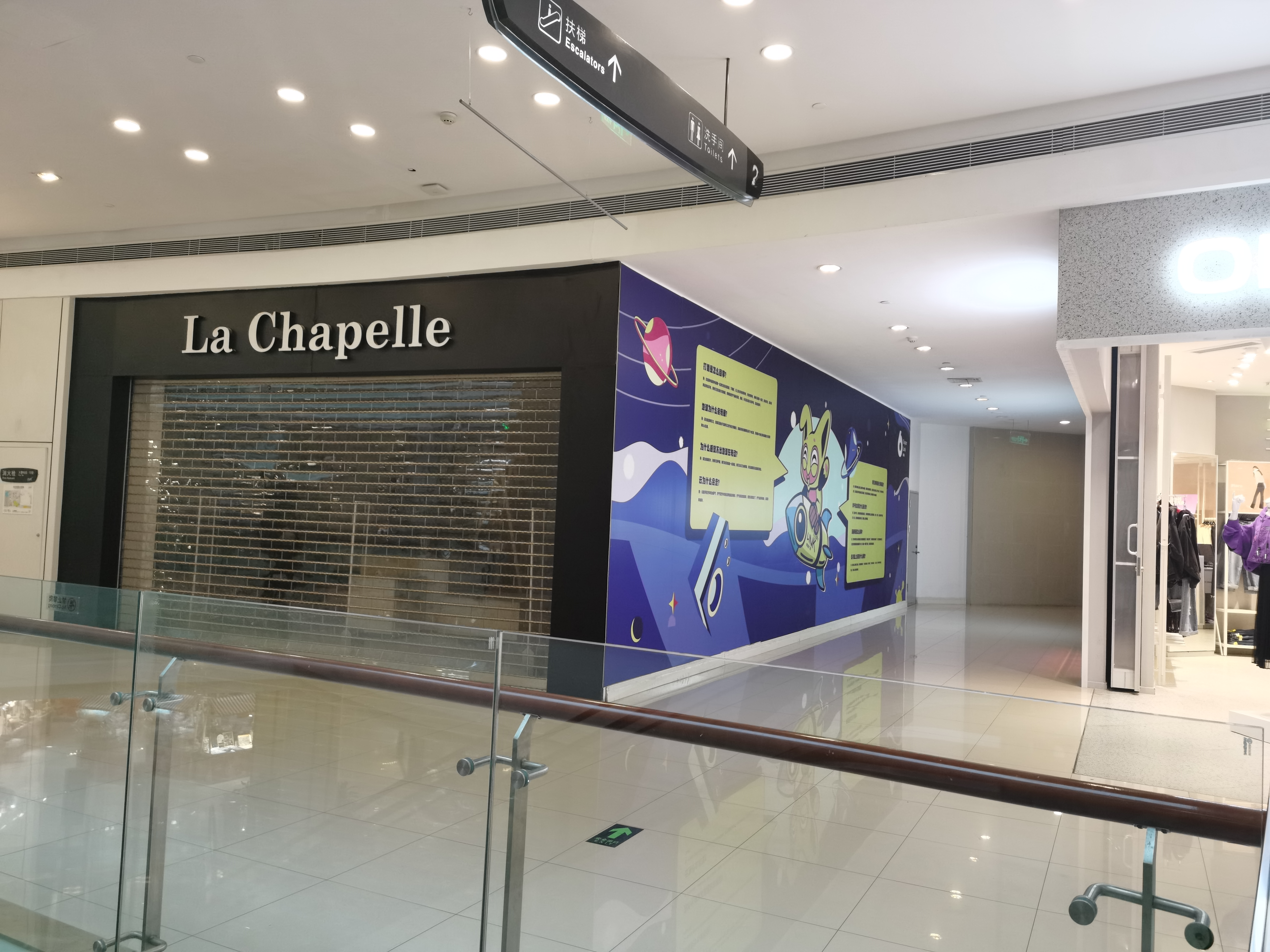
拉夏贝尔设在江苏省苏州市的门店，已永久结业（2021年3月）

新疆拉夏貝爾服飾股份有限公司（英語：Xinjiang La Chapelle Fashion Co., Ltd.；港交所除牌前：6116；老三板：400116，简称：拉夏貝爾；上交所除牌前：603157，简称：拉夏）是一间曾于上海证券交易所上市的公司，簡稱新疆拉夏貝爾服飾股份、新疆拉夏貝爾服飾，以及拉夏貝爾，在2001年由邢加興（董事長及首席執行官），於上海總部成立前身「上海徐匯拉夏貝爾服飾有限公司」，2023年6月破產清算。

## 历史
業務在中國內地經營设计、品牌推广和销售女性服饰产品，它們主要品牌La Chapelle、La Chapelle Sport、7.Modifier、Candie’s、La Chapelle Homme、La Babité、La Chapelle Kids及Pote。
股份在2014年10月9日於港交所主板上市。全球集資額為22億港元，發售股份為1.216亿新股，當中包括主要基礎投資者周大福、森大国际等，而招股價為13.98至18.2港元之間。
2019年公司爆出大量关店仍巨亏經營危機，老闆邢加興质押全部股權後依然爆仓，被券商追繳後違約。其實2015年為了登陆A股上市採用大量展店手段時隱患已經埋下，当年在国内新增1006家店，是ZARA等国际快时尚品牌新增门店数量的十几倍。原意為快速佔據市場和諸多金華地段，然而這些店面並無帶來太多利潤，相比於火熱的網購服飾電商也沒有太多競爭力。2018年公司在营收破百亿人民幣的同时，却曝出了1.6亿元的亏损。2019年上半年就虧損5億，隱藏債務更無人知曉，但外顯特徵是半年就倒閉2400家門店。
帳面資料顯示2019過完年後公司短期借款高达19.12亿元，而账上货币资金仅6.05亿元，存货却高达25.34亿元。2018年起股價大跌超過一半，2019年上半年即使大盤反彈但拉夏貝爾再跌約4成，兩年間股東財產縮水70%以上。2019年8月6日拉夏贝尔晚间公告重大訊息，公司近日接到經營人邢加兴通知，其质押给海通证券股份已經爆倉，且未能追繳補充抵押，被宣告違約。海通证券決議執行违约处置公司財產。
2020年7月1日，“女装第一股”拉夏贝尔正式“戴帽”，股票简称变成“ST拉夏”。10月30日，拉夏贝尔发布今年三季报，前三季度公司净亏损7.83亿元。九个月内该公司共关闭3510家门店，占2019年底门店数量的64.34%。同年12月，实控人邢加兴根据《中华人民共和国公司法》及《公司章程》自行召集2021年第一次股东大会，以审议及批准罢免公司董事及董事会主席段学锋。2021年1月，董事长段学锋辞职，他表示“以公司利益为重，不想公司再有内耗”。
2021年11月22日，拉夏貝爾被債權人申请破產清算，如法院受理破產清算申請，且公司被法院宣告破產，公司股票將面臨被終止上市的風險。
2022年5月，拉夏贝尔被上海证券交易所予以摘牌，终止上市。2023年1月，该公司在天津的工业房地产被司法拍卖。
2023年6月，根据上海破产法庭发布的消息显示，拉夏贝尔因不能清偿到期债务，并且明显缺乏清偿能力，经债权人申请，上海市第三中级人民法院裁定受理拉夏贝尔破产清算，并指定北京市金杜律师事务所上海分所担任管理人。
2024年11月14日，拉夏贝尔从港交所退市。

## 外部連結
- lachapelle.cn （页面存档备份，存于）